# Porta Santa Maria
Porta Santa Maria è una porta delle mura di Lucca che guarda verso nord.

## Storia e descrizione
È stata costituita tra il 1549 e il 1592 e fa parte della cerchia muraria rinascimentale. Fu progettata dall'architetto Ginese Bresciani e costruita da Michelangelo Gabrielli.
La porta è dedicata alla Vergine Maria, infatti presenta una statua marmorea della Madonna inserita in una nicchia sulla parte esterna della stessa.
In origine, porta Santa Maria presentava un'unica apertura e solo successivamente sono state praticate le due aperture laterali, sopra le quali sono presenti le statue raffiguranti ciascuna una pantera (simbolo della città di Lucca).
Sotto l'arcata centrale sono presenti due affreschi, da un lato l'Arcangelo Gabriele e dall'altro quello della Madonna, raffiguranti l'annunciazione.
Al centro della facciata interna c'è il bassorilievo marmoreo che raffigura San Pietro con sotto la scritta "Libertas", motto della Repubblica di Lucca.
Dal 1883 fuori porta era presente il capolinea della tranvia Lucca-Ponte a Moriano gestita dalla società Tranvia Lucchese. Nonostante una lunga diatriba che occupò le cronache locali, nel 1884 l'impianto fu prolungato consentendo il transito per la porta dei convogli tranviari diretti alla nuova stazione terminale di Porta San Pietro. La linea tranviaria fu soppressa nel 1932.
Oggi l'apertura centrale è adibita ad passaggio pedonale, mentre le aperture laterali sono utilizzate come passaggio per le autovetture in transito per la città.